# 中央葡萄酒
中央葡萄酒（ちゅうおうぶどうしゅ、英称:GRACE WINE）は、山梨県甲州市勝沼町等々力にあるワインメーカー。

## 概要
1923年（大正12年）、三澤長太郎が勝沼町でワインの製造と販売を開始。1953年（昭和28年）、三代目 三澤一雄が「中央葡萄酒株式会社」を設立、「GRACE」の商品名でワインの販売を始めた。
その後、特に現地産甲州種のワイン造りに力を注ぎ、甲州種の垣根式栽培に挑戦するとともに、世界各国への輸出にも積極的に取り組んでいる。
2002年（平成14年）、山梨県北巨摩郡明野村にブドウ栽培用の主力自社農場・三澤農場（総面積12ヘクタール）の垣根式農場を開園した。
2019年（平成31年）現在、四代目 三澤茂計が会社を継承している。

## 沿革
- 1923年（大正12年） - 初代 三澤長太郎が勝沼町で創業、「長太郎印葡萄酒」発売
- 1953年（昭和28年） - 三代目 三澤一雄が中央葡萄酒株式会社を設立、ワインブランド「GRACE」製造開始
- 1961年（昭和36年） - 作家 山本周五郎の随筆集『暗がりの弁当』で紹介
- 1962年（昭和37年） - フランス海軍へ納入開始
- 1980年（昭和55年） - 本格的エージングセラー完成
- 1983年（昭和58年） - 国内初の原産地認証ワイン（勝沼町原産地認証ワイン）第1号ワイン醸造
- 1987年（昭和62年） - 勝沼町の醸造家12社からなる勝沼ワイナリーズクラブ結成
- 1989年（平成元年） - 四代目 三澤茂計社長就任
- 1990年（平成2年） - 甲州種 シュール･リーワインの醸造開始
- 1992年（平成4年） - 甲州種 垣根栽培試験開始
- 2000年（平成12年） - 『フィナンシャル・タイムズ』紙に｢グレイス甲州｣紹介、『ワールド・アトラス・オブ・ワイン』に｢グレイス甲州｣紹介
- 2002年（平成14年） - 山梨県明野に自社管理の三澤農場（旧：グレイス明野農場）開園
- 2004年（平成16年） - ロバート・パーカーJr.が来訪し甲州種ワインをテイスティング、ボルドー大学教授のデュボルデューの指導で甲州醸造
- 2005年（平成17年） - 明野 三澤農場にて甲州種の垣根式栽培に挑戦
- 2010年（平成22年） - 甲州EU輸出プロジェクトでロンドンで第1回ワインテイスティング開始、甲州種が O.I.V.（国際ブドウ・ワイン機構）に品種登録、英国への輸出を開始
- 2011年（平成23年） - 甲州EU輸出プロジェクトでロンドンにて第2回ワインテイスティング開催
- 2012年（平成24年） - 甲州EU輸出プロジェクトでロンドンにて第3回ワインテイスティング開催
- 2013年（平成25年） - 甲州EU輸出プロジェクトでロンドンにて第4回ワインテイスティング開催
- 2014年（平成26年） - 甲州EU輸出プロジェクトでロンドンにて第5回ワインテイスティング開催
- 2015年（平成27年） - 甲州EU輸出プロジェクトでロンドンにて第6回ワインテイスティング開催、「ラ・ランコントル 2012」誕生、三澤農場にワインカーブ落成
- 2016年（平成28年） - 甲州EU輸出プロジェクトでロンドンにて第7回ワインテイスティング開催
- 2017年（平成29年） - 甲州EU輸出プロジェクトでロンドンにて第8回ワインテイスティング開催[1]

## 店舗情報
- グレイスワイン
  - 所在地 - 山梨県甲州市勝沼町等々力173番地
  - 営業時間 - 午前9時-午後4時30分
- 京都オフィス
  - 京都府京都市左京区
- 明野・ミサワヴィンヤード
  - 山梨県北杜市明野町

## 受賞歴

### 日本ワイナリーアワード（Japan Winery Award）[2]
- 「第1回 日本ワイナリーアワード 2018」 - 五つ星獲得[3]
- 「第2回 日本ワイナリーアワード 2019」 - 五つ星獲得[4]
- 「第3回 日本ワイナリーアワード 2020」 - 五つ星獲得[5]
- 「第4回 日本ワイナリーアワード 2021」 - 五つ星獲得[6]
- 「第5回 日本ワイナリーアワード 2022」 - 五つ星獲得[7]
- 「第6回 日本ワイナリーアワード 2023」 - 五つ星獲得[8]

### 日本ワインコンクール（Japan Wine Competition）[9]
- 第6回 2008年（平成20年）金賞受賞[10]
  - 甲州・辛口、最優秀カテゴリー賞「グレイス 2007」
- 第7回 2009年（平成21年）金賞受賞[11]
  - 甲州・辛口、最優秀カテゴリー賞「グレイス グリド 2007」
  - 甲州・辛口「グレイス 甲州菱山畑 2008」
- 第11回 2013年（平成25年）金賞受賞[12]
  - 欧州系・赤、部門最高賞「グレイス メルロ」
  - 甲州・辛口「グレイス甲州　菱山畑」
  - 甲州・辛口「グレイス樽甲州」
- 第15回 2017年（平成29年）金賞受賞[13]
  - 甲州、コストパフォーマンス賞「グレイス グリド 甲州」
- 第16回 2018年（平成30年）金賞受賞[14]
  - 甲州、コストパフォーマンス賞「グレイス グリド 甲州 2017 」

### デキャンター・ワールド・ワイン・アワード(DWWA)[15]
- 2014年（平成26年）「キュヴェ三澤 明野甲州2013」が金賞およびリージョナルトロフィー (regional trophy)受賞[16]
- 2016年（平成28年）「キュヴェ三澤 明野甲州2015」が金賞[17]、「グレイス エクストラ ブリュット2011」「グレイス甲州2015」がプラチナ賞受賞[18][19]
- 2017年（平成29年）「キュヴェ三澤 明野甲州2016」が金賞受賞、アジアワインとして最高得点[20]

## 交通アクセス
- 鉄道 - JR東日本中央線 勝沼ぶどう郷駅よりタクシー利用約10分、塩山駅よりタクシー利用約15分
- 高速バス - 中央自動車道（山梨交通 「竜王・甲府⇒新宿線」利用） 釈迦堂パーキングエリア停留所下車徒歩約30分
- 乗用車 - 中央自動車道 勝沼インターチェンジより約10分

## ギャラリー
- エントランス（2018年10月10日撮影）
- ワイナリー店舗内（2018年10月10日撮影）
- 同左（2018年10月10日撮影）
- 同左（2018年10月10日撮影）
- 受賞賞状・盾（2018年10月10日撮影）
- ワイナリー工場（2018年10月10日撮影）